# The Tom and Jerry Comedy Show
The Tom and Jerry Comedy Show é uma série de desenho animado produzida pela Filmation para a MGM Television em 1980, nas manhãs de sábado da CBS. Durou apenas duas temporadas com 45 episódios com animações de outros personagens como Spike e Tyke, Droopy e o Urso Barney.
Os episódios do programa também apareceram ocasionalmente no Cartoon Network, no Boomerang  e no Tooncast. No Brasil, foi exibido pelo SBT como parte do pacote de Tom & Jerry. Em Portugal foi transmitida na RTP, mas o episódio 14 nunca estreou no canal. A dublagem brasileira pertenceu a BKS. 
Esta é uma das poucas produções da Filmation que não pertencem a Universal Television, mas sim a Turner Entertainment/Warner Bros. Television como parte do catálogo da MGM adquirido em 1986.

## Descrição
Esta foi a quinta encarnação da popular franquia de desenhos animados Tom e Jerry e a segunda produção feita para a televisão. A série foi notável por ser a primeira tentativa desde o fechamento do estúdio da MGM na década de 1950 para restaurar o formato original da equipe de gatos e ratos. Após os 114 curtas teatrais originais da série dirigida por William Hanna e Joseph Barbera , os personagens foram alugados para outros estúdios de animação que mudaram os designs e eliminaram todos os personagens de apoio. O anterior Tom & Jerry Show, feito para a rede de ABC em 1975, foi produzido por Hanna e Barbera em seu próprio estúdio (com a MGM), mas fez gato e rato sendo amigos na maioria dos episódios, devido à reação contra a violência em desenhos animados. A versão de Filmation (principal concorrente de Hanna-Barbera para animação de TV na época) conseguiu restaurar o formato familiar de perseguição de palhaçada e reintroduziu não apenas Tyke e Nibbles (aqui chamado "Tuffy"), mas também algumas das outras estrelas da MGM. Os programas de meia hora consistiam em dois episódios de Tom e Jerry de sete minutos, além de um desenho animado Droopy no meio, com outros personagens como Barney Bear.
Spike de Tom e Jerry também foi usado em muitos desses episódios de Droopy, substituindo o outro bulldog "Spike" criado por Tex Avery para os filmes antigos de Droopy, que não foram usados aqui como personagem separado. O lobo vilão da série clássica também foi incluído e nomeado "Slick Wolf". Ainda sob o "Code of Practices for Television Broadcasters" , a personagem " Red Hot Riding Hood" não reapareceria até o seguinte feito para a série de TV Tom & Jerry Kids , em 1990. Personagens não vistos nesta série de shorts Tom e Jerry são Butch , Quacker , Topsy , Lightning e Toodles Galore. A abertura do programa começa com Tom perseguindo Jerry através de uma tela amarela em branco. Eles continuam perseguindo, enquanto todas as outras estrelas constroem um gigante sinal de "Tom & Jerry" (semelhante à segunda abertura de Tom & Jerry Kids ). O familiar crédito de produtor executivo rotativo de Lou Scheimer e Norm Prescott corre brevemente enquanto Tom persegue Jerry passando pela tela, derrubando coisas e atropelando outras ao longo do caminho. Após a sequência de abertura, os segmentos envolventes, protagoizados por Droopy, começariam. Ele começaria pintando todo o fundo com uma única pincelada grande (fazendo uso estilístico da técnica de "animação limitada" característica da Filmation), e ele e os outros personagens falantes se envolveriam em breves esboços cômicos (como o poema de abertura de Droopy em um deles). "Rosas são vermelhas, violetas são azuis, pintar é meu trabalho, é isso que eu faço; fofa e um pouco molhada").
Além da animação, o show foi caracterizado por uma partitura muito limitada; todos os episódios, Tom & Jerry e Droopy, usaram o mesmo material, principalmente criados novos para a série, mas consistindo em apenas um punhado de canções amplamente sintetizadas, com pequenas variações ou reproduzidas em diferentes velocidades ou afinações. Isso combinou com as cenas de perseguição, mas deu aos episódios uma trilha sonora muito monótona, fazendo com que esses episódios "se destacassem" para muitos telespectadores de Tom e Jerry quando eles foram ao ar. Onde a série original e a terceira série de Chuck Jones teriam finais favoráveis para Tom ocasionalmente, essa série seguiu a segunda série de Gene Deitch nunca ter definido "vitórias" para Tom. Também semelhante aos filmes de Deitch é o design do personagem, neles sendo desenhado semelhante ao original, mas ainda um pouco diferente. Os episódios de Droopy costumavam apresentar Slick e às vezes Spike sendo antagonistas de Droopy. Barney teve papéis diversos, como ser o chefe da guarda do estúdio de cinema Droopy em "Star Crossed Wolf" e um companheiro assustador de Droopy em uma casa mal assombrada em "Scared Bear".
Frank Welker e o diretor de Filmagem, Lou Scheimer, deram as vozes nos seis primeiros episódios. Welker dublou Spike, Tyke (em "The Puppy Sitter"; o personagem ficou em silêncio nos segmentos envolventes), Slick, o dono de Tom e outros personagens. Lou Scheimer fez as vozes Tom, Jerry, Tuffy (erroneamente dando a ele uma voz adulta, embora sua voz soasse apropriadamente mais alta e infantil nos segmentos envolventes antes de "Droopy's Restless Night", "Pest in the West" e "Old Mother Hubbard"), Droopy, Barney, Slick na envolvente segmentos antes de "Droopy's Restless Night", "Invasion of the Mouse Snatchers", "The Incredible Droop", "Incredible Shrinking Cat", "When the Rooster Crows" e "School for Cats", Spike nos segmentos envolventes antes de  "Invasion of the Mouse Snatchers", "Scared Bear" and "School for Cats", "The Plaid Baron Strikes Again" e  "School for Cats", e outros personagens. Quando ocorreu a greve da Screen Actors Guild de 1980, Welker não pôde continuar, então Scheimer teve que substituir como ator de voz. Apesar disso, a voz de Welker foi ouvida nos episódios 8, 12, 13 e 14 como Tuffy, Slick e outros personagens. As personagens femininas foram dubladas por Jay Scheimer, Erika Scheimer e Linda Gary , embora Welker tenha dublado uma delas e Lou Scheimer fez nove deles. O programa em si seria originalmente chamado de The Cat and Jam Comedy Show.

## Episódios
| No. | Título                                                                      | Roteiro                                     | Data de exibição       |
| --- | --------------------------------------------------------------------------- | ------------------------------------------- | ---------------------- |
| 1a | "Farewell, Sweet Mouse (Descanse em Paz, Querido Ratinho)"                  | Jack Hanrahan e Steve Clark                 | 6 de setembro de 1980  |
| Tom, incomodado por Jerry durante uma noite chuvosa, expulsa o rato de casa. Jerry, então, finge ser um fantasma para se vingar do gato.                                                                               |                                                                             |                                             |                        |
| 1b | "Droopy's Restless Night (Mingau, o Sonâmbulo)"                             | Jack Hanrahan                               | 6 de setembro de 1980  |
| 1c | "New Mouse in the House (Quem não tem Cão, Caça com Rato)"                  | Jack Hanrahan                               | 6 de setembro de 1980  |
| Tom usa um robô disfarçado de rata para enganar Jerry, mas o plano não dá certo. |                                                                             |                                             |                        |
| 2a | "Heavy Booking (O Silêncio é de Ouro)"                                      | Mike Joens                                  | 13 de setembro de 1980 |
| Tom persegue Jerry na biblioteca, e o rato decide fazer qualquer barulho para a bibliotecária acordar e jogar a culpa no gato. Ela, então, obriga o felino a cuidar do bebê.                                           |                                                                             |                                             |                        |
| 2b | "Matterhorn Droopy (Mingau Entra em Gelada)"                                | Charlie Howell                              | 13 de setembro de 1980 |
| 2c | "The Puppy Sitter (Ama-Seca de Cachorro)"                                   | Jack Hanrahan e Steve Clark                 | 13 de setembro de 1980 |
| Spike pede a Tom para que cuide de Tyke enquanto viaja, mas Jerry tenta dificultar o serviço. |                                                                             |                                             |                        |
| 3a | "Most Wanted Cat (Precisa-se de um Gato)"                                   | Jack Hanrahan e Steve Clark                 | 20 de setembro de 1980 |
| Irritado com as peraltices de Jerry, Tom decide sair de casa. O ratinho tenta convencer seu rival a voltar, antes que o dono chame o controle de pragas.                                                               |                                                                             |                                             |                        |
| 3b | "Pest in the West"                                                          | Coslough Johnson                            | 20 de setembro de 1980 |
| 3c | "Cat in the Fiddle (Tem Gato na Tuba)"                                      | Jack Hanrahan e Tom Minton                  | 20 de setembro de 1980 |
| Jerry tenta atrapalhar Tom, que está como violinista de uma orquestra, devido aos sons errados que o gato executa. |                                                                             |                                             |                        |
| 4a | "Invasion of the Mouse Snatchers (A Invasão dos Ratos Espaciais)"           | Eddie Fitzgerald                            | 25 de setembro de 1980 |
| Tom engana Jerry ao mostrar a imagem de um alienígena. O rato, então, decide dar o troco ao ativar sua arma secreta.                                                                                                   |                                                                             |                                             |                        |
| 4b | "The Incredible Droop"                                                      | Coslough Johnson                            | 25 de setembro de 1980 |
| 4c | "The Plaid Baron Strikes Again (A Guerra das Águias)"                       | Coslough Johnson e Mike Joens               | 25 de setembro de 1980 |
| Jerry pilota um avião em miniatura, e Tom destrói o avião maior, que estava com Spike, e persegue o rato. Ao cair em cima de Spike, o gato é transformado em avião.                                                    |                                                                             |                                             |                        |
| 5a | "Incredible Shrinking Cat (O Incrível Gato que Encolheu)"                   | Coslough Johnson e Mike O'Connor            | 1 de novembro de 1980  |
| Jerry pega o controle de um cientista para reduzir o tamanho de Tom e aumentar o seu tamanho. |                                                                             |                                             |                        |
| 5b | "Scared Bear (O Urso Assustado)"                                            | Coslough Johnson                            | 1 de novembro de 1980  |
| Droopy e o Urso Barney tentam encontrar um tesouro escondido numa mansão abandonada no meio da floresta, porém, Slick, o lobo, resolve impedi-los de encontrá-lo, se disfarçando de fantasma.                          |                                                                             |                                             |                        |
| 5c | "When the Rooster Crows (E o Galo Cocorocou)"                               | Coslough Johnson                            | 1 de novembro de 1980  |
| Jerry usa um galo que fugiu do circo para acordar Tom, porém é surpreendido quando a ave grita ao cacarejar. |                                                                             |                                             |                        |
| 6a | "School for Cats (Escola para Gatos)"                                       | Jim Mueller, Jack Hanrahan e Wendell Washer | 6 de dezembro de 1980  |
| Tom é mandado para uma escola militar para gatos, que é comandada por Spike. Jerry, então, atrapalha o gato quando este participa das aulas.                                                                           |                                                                             |                                             |                        |
| 6b | "Disco Droopy (Droopy na Discoteca)"                                        | Jack Hanrahan                               | 6 de dezembro de 1980  |
| 6c | "Pied Piper Puss (O Gato Gaiato da Gaita)"                                  | Coslough Johnson                            | 6 de dezembro de 1980  |
| Tom é chamado para pegar Jerry e Nibbles, e para isso usa uma flauta. Nibbles, entretanto, rouba o instrumento e estraga os planos do gato.                                                                            |                                                                             |                                             |                        |
| 7a | "Under the Big Top (Os Reis do Picadeiro)"                                  | Coslough Johnson                            | 3 de janeiro de 1981   |
| Tom persegue Jerry em um circo, e o rato decide se vingar fazendo o gato participar de vários números perigosos. |                                                                             |                                             |                        |
| 7b | "Lumber Jerks"                                                              | Coslough Johnson                            | 3 de janeiro de 1981   |
| 7c | "Gopher It, Tom (Uma Toupeira Gulosa)"                                      | Jack Hanrahan e Steve Clark                 | 3 de janeiro de 1981   |
| Uma toupeira está roubando os legumes do jardim do proprietário de Tom, que pede ao gato para que se livrasse do animal. Porém, Jerry atrapalha os planos de Tom.                                                      |                                                                             |                                             |                        |
| 8a | "Snowbrawl (Quem pode Mais, Gela Menos)"                                    | Jack Hanrahan e Jim Mueller                 | 7 de janeiro de 1981   |
| Durante uma nevasca, Tom e Jerry se enfrentam para trancar um deles para fora de casa. |                                                                             |                                             |                        |
| 8b | "Getting the Foot"                                                          | Jack Hanrahan                               | 7 de janeiro de 1981   |
| 8c | "Kitty Hawk Kitty (O Rato Voador)"                                          | Jack Hanrahan                               | 7 de janeiro de 1981   |
| Em 1908, Tom é escolhido para ser o piloto de teste dos Irmãos Wright, mas Jerry sai melhor nos voos quando é escalado.                                                                                                |                                                                             |                                             |                        |
| 9a | "Get Along, Little Jerry (Férias Atrapalhadas)"                             | Coslough Johnson                            | 21 de março de 1981    |
| A família de Tom e Jerry decide passar férias em um rancho, e o gato se envolve em várias confusões com Spike, além de participar involuntariamente de vários eventos do local.                                        |                                                                             |                                             |                        |
| 9b | "Star-Crossed Wolf (O Lobo em Busca dos Astros)"                            | Jack Hanrahan                               | 21 de março de 1981    |
| 9c | "Spike's Birthday (O Aniversário do Spike)"                                 | Jack Hanrahan                               | 21 de março de 1981    |
| Tom é escolhido para proteger a festa de aniversário de Spike, mas Jerry tenta atrapalhar. |                                                                             |                                             |                        |
| 10a | "No Museum Peace (Bagunça no Museu)"                                        | Coslough Johnson                            | 4 de abril de 1981     |
| Depois de ter seu peixe roubado, Tom persegue Jerry e Nibbles dentro de um museu, porém Spike descobre tudo e o expulsa várias vezes.                                                                                  |                                                                             |                                             |                        |
| 10b | "A Day at the Bakery"                                                       | Jack Hanrahan                               | 4 de abril de 1981     |
| 10c | "Mouse Over Miami (Um Rato de Contrabando)"                                 | Jack Hanrahan                               | 4 de abril de 1981     |
| Spike impede Tom de perseguir Jerry na praia, mas o gato insiste em pegar o ratinho. Ao perceber tudo, Spike manda Tom de volta para casa em pleno inverno.                                                            |                                                                             |                                             |                        |
| 11a | "The Trojan Dog (O Cão Robô)"                                               | Coslough Johnson                            | 2 de janeiro de 1982   |
| Jerry usa um "cão-robô" para assustar Tom e pegar mais comida. O gato resolve contra-atacar, sem sucesso. |                                                                             |                                             |                        |
| 11b | "Foreign Legion Droopy (Mingau na Legião Estrangeira)"                      | Coslough Johnson                            | 2 de janeiro de 1982   |
| 11c | "Pie in the Sky (Coma-se com um Barulho Desse)"                             | Jim Mueller                                 | 2 de janeiro de 1982   |
| Sem conseguir comer, Tom persegue Jerry num canteiro de obras. Spike descobre e ameaça transformar o gato em "peça permanente" da construção.                                                                          |                                                                             |                                             |                        |
| 12a | "Save That Mouse (Um Ratinho Espírito de Porco)"                            | Coslough Johnson                            | 6 de fevereiro de 1982 |
| Uma irmã do dono de Tom faz uma visita, confundindo Jerry com um hamster e não deixa que Tom chegasse perto dele. |                                                                             |                                             |                        |
| 12b | "Old Mother Hubbard (A Mãezinha de Hubbard)"                                | Jack Hanrahan                               | 6 de fevereiro de 1982 |
| 12c | "Say What? (Papagaio Come Milho e o Gato Leva a Fama)"                      | Jack Hanrahan                               | 6 de fevereiro de 1982 |
| O dono de Tom ganha um papagaio de presente. Após Jerry se juntar com a ave, eles fazem Tom persegui-los ainda mais.                                                                                                   |                                                                             |                                             |                        |
| 13a | "Superstocker (O Gato de Guarda)"                                           | Coslough Johnson                            | 1 de maio de 1982      |
| Um dono de supermercado pede a Tom para que vigie o local e proteja os produtos. Jerry não deixa seu rival trabalhar direito e, durante uma perseguição, destroem o estabelecimento, deixando o proprietário irritado. |                                                                             |                                             |                        |
| 13b | "Droopy's Good Luck Charm (O Amuleto da Sorte do Droopy)"                   | Coslough Johnson                            | 1 de maio de 1982      |
| 13c | "The Great Mousini (O Rei das Pulgas)"                                      | ASD                                         | 1 de maio de 1982      |
| Jerry junta-se a um grupo de circo, usando o nome artístico "Mousini", com Tom ao seu lado. |                                                                             |                                             |                        |
| 14a | "Jerry's Country Cousin (O Primo interiorano de Jerry)"                     | Jack Hanrahan                               | 7 de agosto de 1982    |
| 14b | "The Great Diamond Heist"                                                   | Coslough Johnson                            | 7 de agosto de 1982    |
| 14c | "Mechanical Failure (Defeito Mecânico)"                                     | Coslough Johnson                            | 7 de agosto de 1982    |
| O dono de Tom recebe um robô que trabalha como empregada doméstica. O gato e Jerry usam o equipamento para se enfrentarem.                                                                                             |                                                                             |                                             |                        |
| 15a | "A Connecticut Mouse in King Arthur's Cork (Um Rato na Corte do Rei Artur)" | Coslough Johnson                            | 4 de setembro de 1982  |
| Tom sonha com uma perseguição a Jerry em um cenário medieval. |                                                                             |                                             |                        |
| 15b | "The Great Train Rubbery (O Grande Assalto do Trem)"                        | Jack Hanrahan                               | 4 de setembro de 1982  |
| 15c | "Stage Struck (O Malabarista e o Dançarino)"                                | Coslough Johnson                            | 4 de setembro de 1982  |
| Enciumado com as aprovações de Spike para as apresentações de Jerry, Tom decide atrapalhar o ratinho, sem sucesso. |                                                                             |                                             |                        |

## Elenco
- Frank Welker – Spike e Tyke (episódios 1–6), Espeto (episódio 8), Lobo (episódios 1–6, episódios 12 e 14), vozes adicionais (episódios 1–5, episódio 8, episódios 13–14)[2]
- Lou Scheimer – Tom, Jerry, Spike (episódios 4–15), Tuffy, Droopy, Lobo (episódios 7–15), Urso Barney, vozes adicionais
- Jay Scheimer – vozes adicionais (episódios 2, 6 e 12)
- Erika Scheimer – vozes adicionais (episódios 1–2, episódio 6)
- Linda Gary – vozes adicionais (episódios 6, 10, 12 e 14)

## Recepção crítica
Como seu antecessor, essa encarnação recebeu críticas negativas dos fãs por sua animação, falta de personagens como Mammy Two Shoes, Butch, Joan, Quacker e alguns outros dos personagens desenhos animados antigos, trabalho de voz jonterrível, música e efeitos sonoros, o mau uso de palhaçada e violência, animação de baixo orçamento, o envolvimento de William Hanna e Joseph Barbera não está em lugar algum, a MGM terceirizou a animação para a Filmation, a unilateralidade da rivalidade de luta de Tom e Jerry (um erro que foi repetido durante a famosa fase de Gene Deitch) e a segunda temporada sendo reprises da primeira temporada.